# Општина Бранишка (Хунедоара)
Бранишка (рум. Brănişca) општина је у Румунији у округу Хунедоара.
Oпштина се налази на надморској висини од 391 m.